# 4e cérémonie des Central Ohio Film Critics Association Awards
La 4e cérémonie des Central Ohio Film Critics Association Awards, décernés par la Central Ohio Film Critics Association, a eu lieu le 15 janvier 2006, et a récompensé les films réalisés l'année précédente.

## Palmarès

### Top 10 des meilleurs films
1. Le Secret de Brokeback Mountain (Brokeback Mountain)
2. A History of Violence
3. Wallace et Gromit : Le Mystère du lapin-garou (Wallace and Gromit in the Curse of the Were-Rabbit)
4. Good Night and Good Luck.
5. Munich
6. Murderball
7. Collision (Crash)
8. Sin City
9. Orgueil et préjugés (Pride & Prejudice)
10. Batman Begins

### Meilleur réalisateur
- David Cronenberg pour A History of Violence
  - Ang Lee pour Le Secret de Brokeback Mountain (Brokeback Mountain)

### Meilleur acteur
- Heath Ledger pour le rôle d'Ennis del Mar  dans Le Secret de Brokeback Mountain (Brokeback Mountain)
  - Reese Witherspoon pour le rôle de June Carter Cash dans Walk the Line

### Meilleure performance dans un second rôle
- Maria Bello pour le rôle d'Edie Stall dans A History of Violence
  - Amy Adams pour le rôle d'Ashley Johnsten dans Junebug

### Meilleure distribution
- Munich
  - Le Secret de Brokeback Mountain (Brokeback Mountain)

### Acteur de l'année
(pour l'ensemble de son travail en 2006)
- Heath Ledger  – Le Secret de Brokeback Mountain (Brokeback Mountain), Casanova, Les Seigneurs de Dogtown (Lords of Dogtown) et Les Frères Grimm (The Brothers Grimm)
  - Terrence Howard  – Collision (Crash), Quatre Frères (Four Brothers) et Hustle et Flow (Hustle & Flow)

### Artiste le plus prometteur
- Amy Adams – Junebug (actrice)
  - Joe Wright – Orgueil et préjugés (Pride & Prejudice) (réalisateur)

### Meilleur scénario
- Le Secret de Brokeback Mountain (Brokeback Mountain) – Larry McMurtry et Diana Ossana
  - Good Night and Good Luck. – George Clooney et Grant Heslov

### Meilleurs décors
- Sin City
  - Le Secret de Brokeback Mountain (Brokeback Mountain)

### Meilleur son
- La Guerre des mondes (War of the Worlds)
  - Walk the Line